# Plácido Domingo Ferrer
Plácido Domingo Ferrer (8. března 1907 Zaragoza – 22. listopadu 1987 Ciudad de México) byl španělský operetní zpěvák-baryton, otec operního tenoristy Plácida Dominga.

## Život
Narodil se 8. března 1907 v Zaragoze. Rodiče tam měli malou restauraci. Otec záhy zemřel a matka zůstala se třemi dětmi. Všem dětem se dostalo hudebního vzdělání. Plácido hrál od dětství na housle a později studoval na konzervatoři v Zaragoze u jejího zakladatele, houslisty, skladatele a dirigenta Teodora Balla. Než se stal profesionálním zpěvákem-barytonistou účinkoval jako houslista v divadelním orchestru.
Jako zpěvák debutoval v divadle Parisiana ve specificky španělské formě operety, zarzuele Jacinta Guerrera Los gavilanes. Roky občanské války trávil u společnosti Teatro Ambulante en Campaña, která uváděla zarzuely v divadlech Zaragozy a jejího okolí.
Po válce s touto společností odebral do Madridu, kde slavil velké úspěchy zejména v zarzuele Pabla Luny Molinos de viento. V roce 1940 se oženil se zpěvačkou Pepitou Embil a 21. ledna 1941 se jim narodil syn, budoucí slavný tenorista, Plácido. Ještě v roce 1940 vstoupil do operetní společnosti Aces Líricos, se kterou procestoval téměř celé Španělsko.
V roce 1946 odjel se společností Federica Morena Torroby a s celou rodinou do Latinské Ameriky. Největší úspěch sklidili v Mexiku a proto se Domingo rozhodl, že se tam usadí natrvalo. Se svou ženou založili vlastní divadelní společnost Domingo-Embil Empresa a po více než 20 let účinkovali na scénách obou Amerik včetně New Yorku. Na jedné z těchto cest zpíval nachlazen a nezvratně si poškodil hlas. Změnil hlasový obor a nadále vystupoval v menších basových rolích. Kromě toho působil také jako divadelní ředitel. V průběhu let získal mexické občanství.
V roce 1966 se Domingo i s manželkou vrátil do Španělska a stal se členem společnosti vedené José de Lunou. Koncem šedesátých let se přestal pravidelně na scéně objevovat. Jeho poslední veřejné vystoupení se konalo 11. ledna 1975 v Barceloně, kde účinkoval v zarzuele Amadea Vivese Doña Francisquita za řízení svého syna Plácida Dominga.
Zemřel 22. listopadu 1987 v nemocnici Hospital Español v Mexico City následkem srdečního záchvatu. Bylo mu 80 let.
Jeho syn Plácido Domingo založil na počest otce pěveckou soutěž pro zpěváky zarzuel. Každoročně obdrží vítěz soutěže cenu ve výši 10 000 dolarů.